# Hansca
Hansca è un comune della Moldavia situato nel distretto di Ialoveni di 1.080 abitanti al censimento del 2004